# Maître à danser
Pour les articles homonymes, voir Maître à danser (horlogerie).

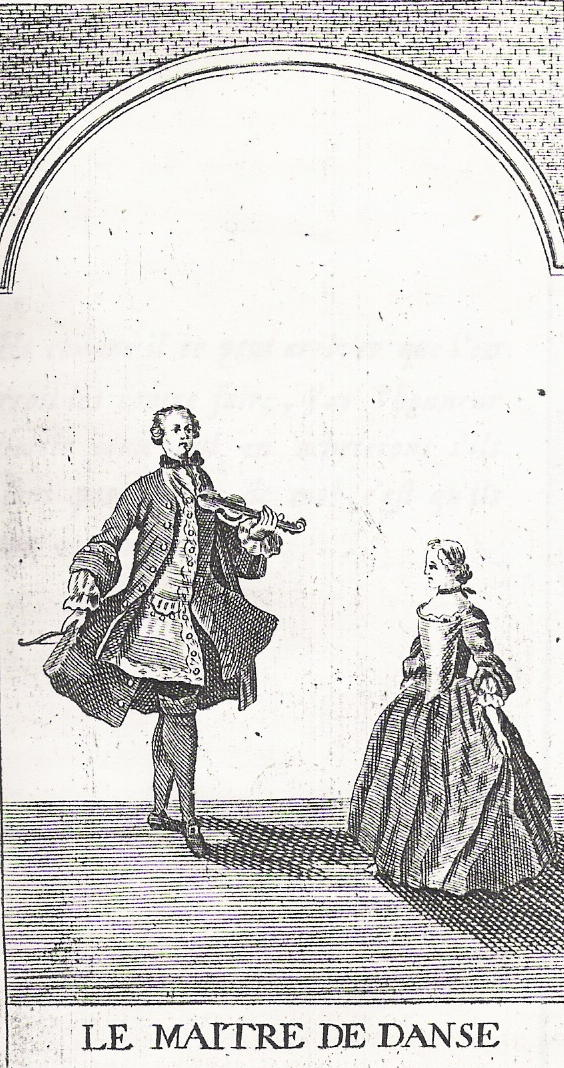

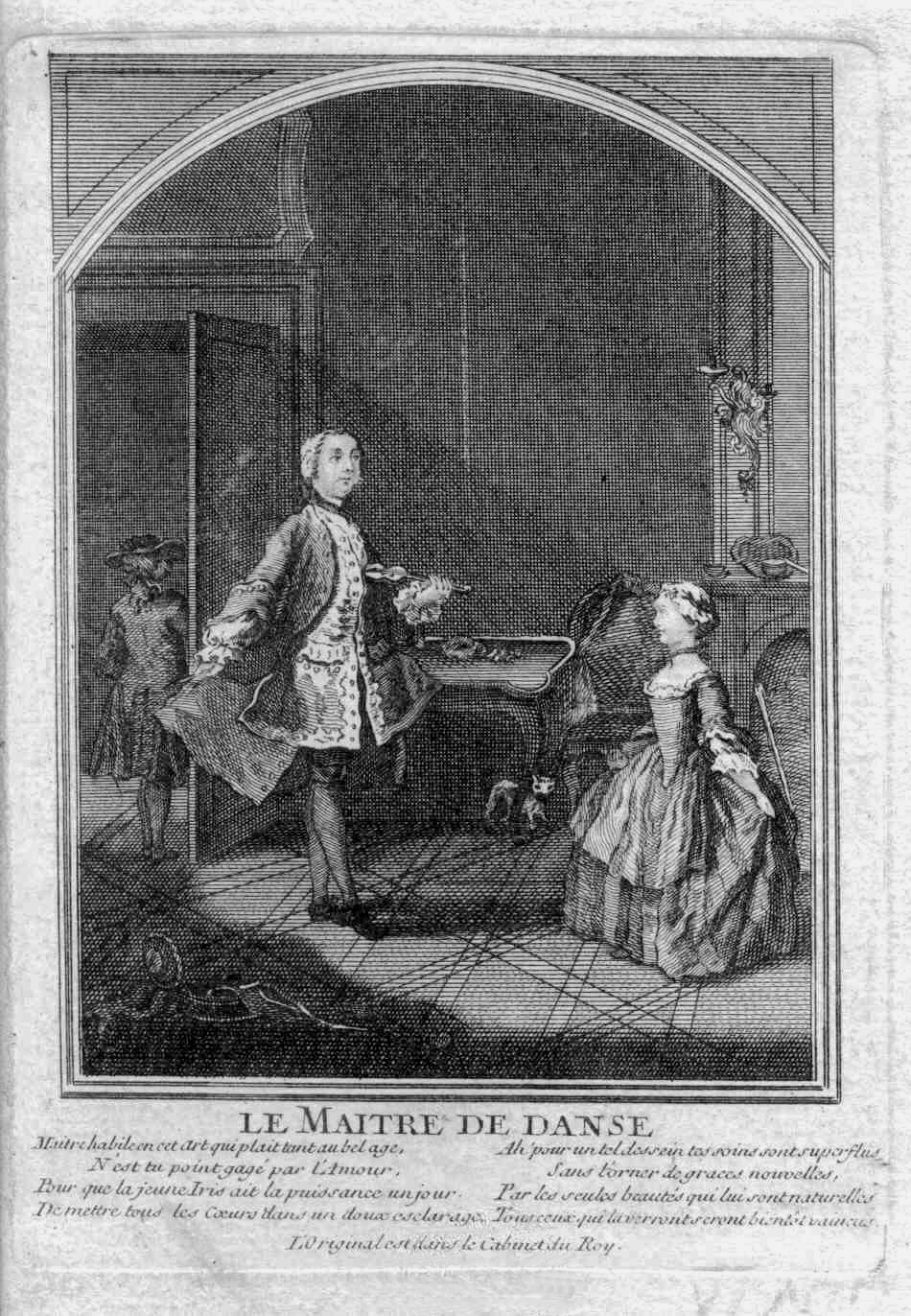
Pierre Rameau, Le Maître à danser

Le maître à danser (ou maître de danse) est un professionnel qui, jusqu'au XIXe siècle, enseigne la danse, sa technique et son répertoire, et dispense des cours de maintien et de « bonnes manières », ainsi que ce qu'on nommera « callisthénie » au XIXe siècle.

## Histoire
Dès le XVe siècle, les violonistes et les maîtres à danser sont regroupés au sein d'une même corporation, celle des ménétriers. Ceux-ci conservent leurs privilèges jusqu'à la création de l'Académie royale de danse en 1661 qui voit la profession de maître à danser élevée au rang de personnel de la cour. Avant tout bon violoniste, le maître à danser joue de la pochette pour accompagner ses leçons. D'où le nom de sa canne dite canne-pochette.

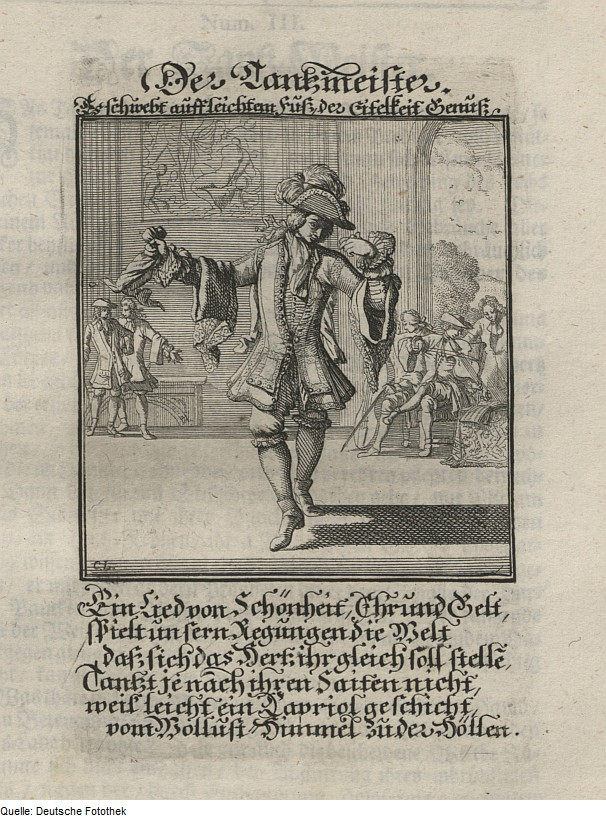
Maître à danser allemand, 1690

Indispensable dans les maisons de l'aristocratie, il enseigne aux rois, aux reines, aux princes et aux pages la manière de se tenir en société, de danser un ballet de cour, de paraître dans un bal. Parmi les principaux maîtres à danser de la cour de France, citons Antoine, François et Claude Ballon, Louis Pécour, Antoine Bandieri de Laval, Jean Dauberval, et de nombreux membres de l'Académie royale de danse.
En 1700, le maître de danse Raoul Feuillet écrit son ouvrage « Chorégraphie, ou l'art de décrire la danse par caractères, figures et signes démonstratifs », comportant un des plus anciens systèmes de notation de danse connu après celui d'Antonio Cornazzano et Guglielmo Ebreo, inventé par son maître Pierre Beauchamp.
En 1725, Pierre Rameau publie le premier traité d'enseignement de la danse, qu'il intitule Le Maître à danser.
Dans les Pays-Bas espagnols, on rencontre des maîtres à danser dès le gouvernement des archiducs Albert et Isabelle : de 1599 à 1633, Hans Vermeulen enseigne les pages de la cour, cédant la place à Hercule de La Grené, puis à son fils Adam-Pierre.
Peu à peu la bourgeoisie se familiarise avec les règles de la danse et le maître à danser a pignon sur rue dans toutes les villes de France et d'Europe. Au XVIIIe siècle, c'est lui qui compose la plupart des contredanses en vogue.